# Feliks Żukowski
Feliks Żukowski (30 tháng 5 năm 1904 – 17 tháng 1 năm 1976) là một diễn viên và đạo diễn sân khấu người Ba Lan. Ông từng công tác tại các nhà hát ở Warszawa, Vilnius, Lublin, Częstochowa và Łódź. Feliks từng là người quản lý của Stefan Jaracz Teatr ở Olsztyn. Ông cũng từng tham gia lực lượng Armia Krajowa, và là tù nhân trong Trại tập trung Sachsenhausen.

## Sự nghiệp điện ảnh
- 1938: Za Zasłoną
- 1938: Serce matki
- 1939/1940: Złota Maska
- 1939/1946: Czarne diamenty
- 1946: W chłopskie ręce
- 1946: Zakazane piosenki
- 1947: Jasne łany
- 1948: Stalowe serca
- 1953: Celuloza
- 1953: Trudna miłość
- 1953: Piątka z ulicy Barskiej
- 1953: Pościg
- 1953: Przygoda na Mariensztacie
- 1953: Żołnierz zwycięstwa
- 1954: Autobus odjeżdża 6.20
- 1954: Niedaleko Warszawy
- 1957: Skarb kapitana Martensa
- 1960: Krzyżacy
- 1961: Czas przeszły
- 1961: Historia żółtej ciżemki
- 1963: Mansarda
- 1964: Panienka z okienka
- 1965: Głos ma prokurator
- 1965: Powrót doktora von Kniprode
- 1966: Powrót na ziemię
- 1968: Stawka większa niż życie
- 1972: Chłopi
- 1973: Hubal
- 1974: Gniazdo
- 1974: Karino'
- 1975: Czerwone i białe